# Вахан
Вижте пояснителната страница за други значения на Вахан.
Вахан (на пущунски: واخان‎; на таджикски: Вахон) е историческа област в Централна Азия.
Традиционно областта, разположена в планинския масив Памир, включва долините на реките Пяндж и Памир. Споразумение между Русия и Великобритания от 1873 година прокарва границата между сферите на влияние на тези две империи по течението на реките, като днес тази граница разделя Афганистан и Таджикистан. Така основната част от областта, известна също като Вахански коридор, образува афганистанския административен район Вахан, докато северната част от долината на Памир е в границите на таджикистанската Горнобадахшанска автономна област.